# 트레이시 샌더스
트레이시 샌더스(Tracy Sanders, 1969년 7월 26일 ~ )은 KBO 리그 해태 타이거즈의 외국인 야구 선수이다.

## KBO리그 시절
그는 1999년 해태에서 뛰면서 125경기에 나서 409타수 101안타 타율 0.247을 기록했으며 특히 홈런은 40개를 쳐 3위에 올랐다.